# Монморанси-Люксембург, Кристиан-Луи де
Кристиан-Луи де Монморанси (фр. Christian-Louis de Montmorency; 9 февраля 1676 года, Линьи-ан-Барруа — 23 ноября 1746 года, Париж), принц де Тенгри, суверенный граф де Люкс, маркиз де Бреваль (фр.), граф де Бомон, пэр Франции, рыцарь орденов короля — французский военачальник, маршал Франции, известный как маршал Монморанси.

## Биография
Четвертый сын маршала Франции Франсуа-Анри де Монморанси-Люксембурга и Мадлен-Шарлотты-Бонны-Терезы де Клермон-Тоннер.
Поначалу известный как шевалье де Монморанси, 6 июня 1676 был принят в Мальтийский орден. Начал службу в 1692 волонтером в армии своего отца во Фландрии. Участвовал в осаде Намюра, взятого королём 5 июня, и битве при Стенкерке 3 августа.
Был при осаде и взятии Юи 24 июля 1693, и отличился в битве при Неервиндене 29 июля. 20 августа сменил своего брата графа де Люкса на посту командира Прованского полка. В 1694 участвовал в марше 22 августа от Виньямона к Эспьерскому мосту.
В 1695 принял титул шевалье де Люксембурга, участвовал в обороне Куртре, который французам не удалось удержать, затем в бомбардировке Брюсселя 13—15 августа. В следующем году также служил во Фландрской армии, перешедшей к обороне.
В 1697 был при осаде Ата, взятого войсками маршала Катина 5 июня.
8 марта 1700 сменил своего брата герцога де Шатийона на посту командира Пьемонтского полка.

### Война за Испанское наследство
С началом войны за Испанское наследство в 1701 служил в Германии под началом маршала Вильруа, не предпринимавшего активных действий.
29 января 1702 произведен в бригадиры, 20 февраля направлен в Итальянскую армию герцога де Вандома. Сражался при Санта-Виттории 26 июля, при Луццаре 15 августа, и участвовал во взятии замка Луццары 16-го.
13 января 1703 командовал главной штурмовой колонной при взятии Бонданеллы. В конце февраля вместе с графом де Вобекуром положил в сражении у этого места две тысячи человек, посланных графом фон Штарембергом из Берселло.
В 1704 участвовал в осаде Ревере, 10 апреля атаковал её во главе тридцати рот гренадеров и заставил противника покинуть крепость. Был направлен ко двору с известием о победе. 26 октября был произведен в лагерные маршалы. Участвовал в осаде Веруе, сдавшейся 10 апреля 1705, и отличился 16 августа в битве при Кассано. 18 октября атаковал имперский тет-де-пон на берегу Серио, отбросил противника за реку, но получил в бою ранение в бок. 23-го был при взятии Сончино, зимой взял штурмом Серравалле.
19 апреля 1706 отличился в битве при Кальчинато, сражении под Турином 7 сентября, затем командовал арьергардом при отступлении к Пиньеролю. Оставался в Италии до марта 1707, когда войска вернулись во Францию. 20 апреля был направлен во Фландрскую армию.
21 марта 1708, после отставки графа де Монберона, был назначен генеральным наместником губернаторства Фландрии. Принес присягу 17 апреля, был зарегистрирован парламентом Дуэ 28 июня. 5 июня участвовал в захвате Гента, 11-го в упорном сражении при Ауденарде провел до пятнадцати атак своими частями, затем находился в арьергарде при отступлении.
В ночь с 28 на 29 сентября с отрядом из 2500 всадников предпринял попытку доставить в осажденный Лилль груз пороха и ружей. Обманув голландские посты, сумел ввести в город 1900 человек, 1200 ружей и запас пороха. В награду король 30-го произвел Монморанси в генерал-лейтенанты своих армий. В ходе обороны Лилля Монморанси 12 ноября произвел крупную вылазку, убив 700 солдат противника.
В кампанию 1709 командовал резервным корпусом в битве при Мальплаке 11 сентября, и арьергардом армии при отступлении. В следующем году служил во Фландрии под командованием маршалов Виллара и Монтескью, перешедших к обороне.
17 марта 1711, после смерти маршала Шуазёля, получил губернаторство в Валансьене; армия Виллара в том году не предпринимала активных действий. 7 декабря, женившись, Монморанси принял титул принца де Тенгри.
24 июля 1712 отличился в битве при Денене, участвовал во взятии Маршьенна 30 июля, и Дуэ 8 сентября. При штурме последнего овладел неприятельским равелином. 4 октября был при взятии Кенуа, 19-го — Бушена. В 1713 командовал в Валансьене и Эно.

### Мирное время
Уполномоченный 20 января 1718 провести реституцию территорий с имперцами и голландцами, заключил с ними 21 апреля договор в Кеврене.
В 1719 купил участок земли в Париже, на котором в 1722 поручил архитектору Жану Куртонну возвести дворец. Расходы на строительство оказались слишком велики, и 23 июля 1723 Монморанси продал недостроенное здание Жаку Гойон де Матиньону, суверенному князю Монако, завершившему возведение отеля, получившего название Матиньонского дворца.
В 1727 командовал лагерем на Самбре. 22 февраля 1729, после смерти герцога де Сюлли, был назначен бальи Манта и Мёлана, губернатором городов и замков Манта, лейтенантом короля в земле Мантуа.
В 1730 командовал лагерем на Самбре, 2 февраля 1731 был пожалован в рыцари ордена Святого Духа.

### Война за Польское наследство
С началом войны за Польское наследство 15 сентября 1733 был направлен в Рейнскую армию, участвовал в осаде Келя, павшего 28 октября.
1 апреля 1734 снова назначен в Рейнскую армию, 4 мая во главе десяти батальонов штурмом взял форт, прикрывавший один из участков Этлингенских линий, которые были форсированы французской армией в тот же день. Двинувшись на Филиппсбург, принц ночью 5 июня начал закладывать параллели и возводить заградительные брустверы, и 18 июля заставил город капитулировать.
14 июня 1734 принц де Тенгри был произведен в маршалы Франции (официально с 17 января 1735); продолжал служить в Рейнской армии под командованием маршалов Асфельда и Ноая, участвовал в осаде и взятии Вормса. В следующем году вышел в отставку.
Женившись на дочери графа де Бомона, носил этот титул в качестве куртуазного, а в 1740 году был официально пожалован королем в графы де Бомон.

## Семья
Жена: (7.12.1711): Луиза-Мадлен де Арле де Бомон (1694—7.11.1749), дочь и наследница Ашиля IV Арле, графа де Бомона, государственного советника, и Луизы-Рене де Лоюэ де Коэтенваль
Дети:
- Шарль-Франсуа-Кристиан де Монморанси-Люксембург (30.11.1713—20.04.1787), принц де Тенгри, наследный герцог де Бомон. Жена 1) (9.10.1730): Анна-Сабина Ольвье де Сенозан (ум. 1741), дочь графа Франсуа Оливье де Сенозана и Жанны-Мари-Мадлен де Гроле де Виривиль; 2) (19.12.1752): Луиза-Мадлен де Фай де Ла Тур-Мобур (1732—1754), дочь маршала Ла Тур-Мобура и Анны-Мадлен Трюден; 3) (11.02.1765): Элеонор-Жозефин-Пюлькери де Лоран (1745—1829), дочь графа Жана Бальтазара де Лорана и Клодин-Мадлен Ферран д’Эскоте
- Элеонора-Мария де Монморанси-Люксембург (1715—3.07.1755). Муж (6.04.1729): Луи-Леон Потье де Жевр, герцог де Трем (1695—1774)
- Мари-Луиза-Кюнегонда де Монморанси-Люксембург (30.09.1716—18.04.1764). Муж (16.01.1736): Луи-Фердинанд-Жозеф де Крой, герцог д’Авре (1713—1761)
- Жозеф-Морис-Аннибаль де Монморанси-Люксембург (15.11.1717—09.1762), граф де Бомон. Жена 1) (12.06.1741): Франсуаза-Тереза-Мартина Ле Пеллетье де Розамбо (1722—1750); 2) (3.10.1752): Мари-Жанна-Тереза де Л’Эпине-Мартевиль, дочь Луи Л’Эпине, маркиза де Мартевиль, и Мари-Женевьевы Камю де Понкарре
- Сижисмон-Франсуа де Монморанси-Люксембург (15.03—30.06.1720), рыцарь Мальтийского ордена
- Никола-Ашиль-Луи де Монморанси-Люксембург (08.1723—07.1725), рыцарь Мальтийского ордена